# 日本軍國主義
日本军国主义（日语：軍国主義）指的是大日本帝國時期日本的一種政治意識形態，认为军国主义应当主导日本的政治和社会生活，并且军事实力等同于国家实力。

## 历史

### 军国主义的兴起
自明治维新起，军事对日本社会产生了重大影响。明治时期日本社会的几乎所有领导者（无论是在军事、政治或商业范畴）都是前武士或武士后裔，他们共享一套价值观与世界观。明治初期，日本视西方帝国主义为威胁，而富国强兵政策的主要动机之一就是加强日本的经济和工业基础，以便建立一支强大的军事力量来保卫日本免受外来势力的侵害。
1873年，山县有朋提出了普遍的征兵制度；该制度同1882年明治天皇公布的《军人敕谕》一道，使军队能够向数以千计各种社会背景的人灌输军事爱国价值观和对天皇毋庸置疑的忠诚，以维护国体。像许多日本人一样，山县有朋受到了普鲁士从农业国家转变为领先的现代工业和军事强国的成功的影响，他接受普鲁士主张向国外扩张和在国内实行专制的政治思想。此外，普鲁士的模式削弱了文官对独立军队的控制权，这意味着在日本和德国一样，军队可以发展成为“国家内部的国家”，在整体上对政治产生更大的影响。
普鲁士在普法战争中取得胜利之后，陆军大学和日本参谋本部密切关注了普鲁士军官雅各布·梅克尔少校的观点，该观点指出普鲁士的军事模式优于法国的体系。梅克尔认为这是普鲁士取得胜利的原因。应日本的要求，普鲁士参谋长赫尔穆特·卡尔·贝恩哈特·冯·毛奇派遣梅克尔以御雇外国人身份前往日本。在日本，梅克尔与未来的内阁总理大臣桂太郎和山县有朋，以及陆军的战略家川上操六密切合作。梅克尔提出了许多建议，包括：将陆军的指挥结构改组为师和团以提高机动性；将主要的军事基地以铁路连接，从而提升军队后勤运输能力；建立了独立指挥的炮兵和工兵单位，并修订征兵制度以排除几乎所有例外免于服役的情况。1909年到1945年，梅克尔的半身像被摆放在日本陆军大学前。
尽管梅克尔在日本的时期（1885－1888）相对较短，但他对日本军队的发展产生了巨大影响。梅克尔因在改进日军战术的过程中引入了克劳塞维茨的军事理论和普鲁士的战争游戏（Kriegsspiel）概念而受到赞誉。通过在战术、战略和组织方面对当时的日本最高级别的六十名军官进行培训，梅克尔得以用自己的观念覆写先前的法国顾问的影响。梅克尔教导学生普鲁士的军事成功是军官阶层对皇帝毋庸置疑的忠诚的结果，以此强调赫尔曼·罗斯勒顺从皇帝的主张。《明治宪法》的第11至13条明确规定了这一点。
明治后期政党的崛起与秘密和半秘密的社群组织的兴起相伴，例如玄洋社（1881）和黑龍會（1901），其将政治活动、准军事活动和军事情报活动相结合，并认为海外扩张是日本国内问题的解决方案。
19世纪后期，日本感到西方国家的轻视，「富国强兵」四字体现了日本官员决心以军国主义的方式来获得力量和尊重。通过采取更加激进的外交政策，并在第一次中日战争中战胜中国，在日俄战争中战胜俄罗斯，日本加入了帝国主义列强。人们以此认为，只有通过强大的军事力量，日本才能赢得西方国家的尊重，从而修订不平等条约。这支持了建立强大军事力量以保卫日本海外新版图的主张。

### 經濟因素
19世紀，列強地位仰賴建立資源豐富的殖民帝國，以替軍事與工業生產尋求原料，及增加國際威望。
由於日本列島缺乏資源，基礎原料如鋼鐵、石油與煤皆仰賴進口。在日本成功控有臺灣(1895)與朝鮮(1905)之後，日本確保了自身的農業殖民地。從資源的角度出發，日軍看向滿州的煤鐵、印尼的橡膠及中國廣大的資源。然而，日本軍方雖與財閥間有財政與工業上的合作，但在如何安排經濟擴張存有分歧。兩者矛盾也影響日本國內政治。
- |  | 由于已知的技术原因，图表暂时不可用。带来不便，我们深表歉意。 |1930-31财年至1934-35财年日本军费开支[2]
- |  | 由于已知的技术原因，图表暂时不可用。带来不便，我们深表歉意。 |1930-31财年至1934-35财年日本军费占财政比例[2]

### 軍隊
九一八事變后，日本军部开始着重于将普通民众的舆论思想导向至军国主义思想，其中大日本帝國陸軍利用在乡军人会充当军队与民间的沟通媒介，在其的宣传中发挥了重要作用。另一方面，大日本帝國海軍也为军国主义思想的宣传做出一定的贡献。在斋藤实就任海军协会会长后，斋藤实开始对海军协会进行改革、在全日本的都道府縣内设置以知事为长官的海军协会支部，并广泛发展会员、批评日本当时参与的限制海军军备的条约，主张日本在海军军备上应与英国、美国持平等地位，其结果是，当时日本的民间舆论中强硬派占据上风，助推了日本在参加第二次伦敦海军条约时退出裁军会议、脱离国际现行的军控条约体系。

## 內容
- 军国主义名義上的领袖是昭和天皇裕仁
- 军国主义配合皇民化运动和內地延長主義等殖民政策，教化殖民地人民
- 军国主义的执行者武部六藏、古海忠之、冈村宁次、东条英机等将领都服从于日本军
- 军国主义的主要特征是狂热的日本民族主义和种族主义及民族优越感思想，军国主义分子多数都是极端民族主义分子
- 军国主义源于日本的传统武士道、八紘一宇、神道教等，都为民族主义下的军国主义提供温床